# Aleuron carinata
Aleuron carinata (Walker, 1856) è un lepidottero appartenente alla famiglia Sphingidae, diffuso in America Centrale e Meridionale.

## Descrizione

### Adulto
È facilmente distinguibile dalle altre specie del genere Aleuron (a parte A. cymographum) per la presenza, sui segmenti dorsali dell'addome, di due bande nere.
Il maschio presenta, sull'ala anteriore, linee scure dentellate tra la base di CuA2 ed il margine esterno laddove, nella femmina, queste appaiono più rettilinee. La pagina inferiore dell'ala anteriore, in entrambi i sessi, ha una colorazione verde-oliva, con una grossa macchia nera tondeggiante, nell'area discale. La pagina inferiore dell'ala posteriore presenta invece tonalità gialle, con una linea dentellata post-basale (D'Abrera, 1986).

Un altro carattere distintivo della specie sono i palpi labiali molto angolati. Nel maschio, il primo segmento del palpo labiale risulta nettamente inclinato in senso laterale all'apice; nella femmina, invece, esso è leggermente convesso.

Nel genitale maschile, l'uncus e lo gnathos ricordano quelli di A. chloroptera, ma sono di lunghezza maggiore.

L'apertura alare va da 62 a 86 mm, la maggiore per questo genere.

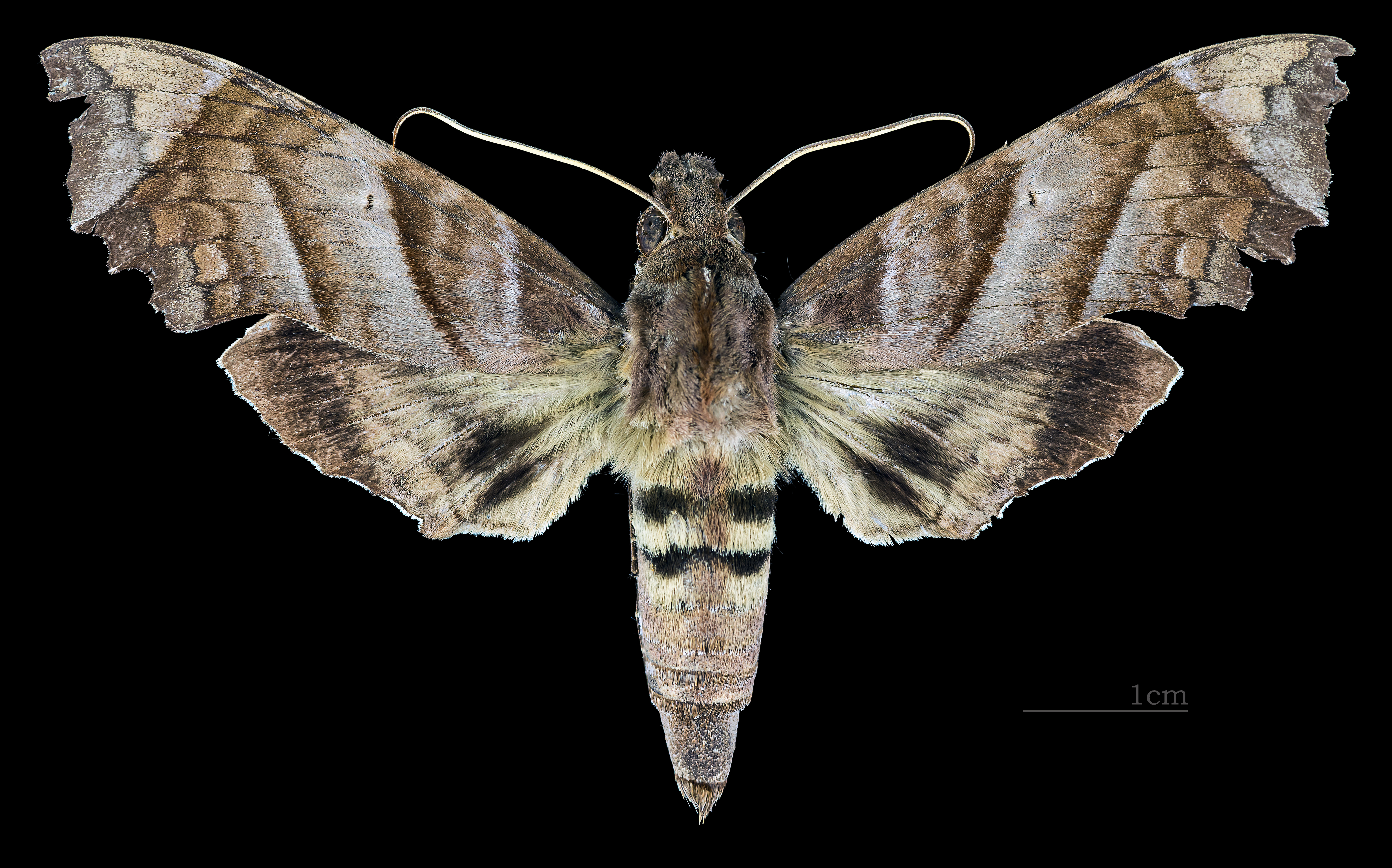
Aleuron carinata  ♀
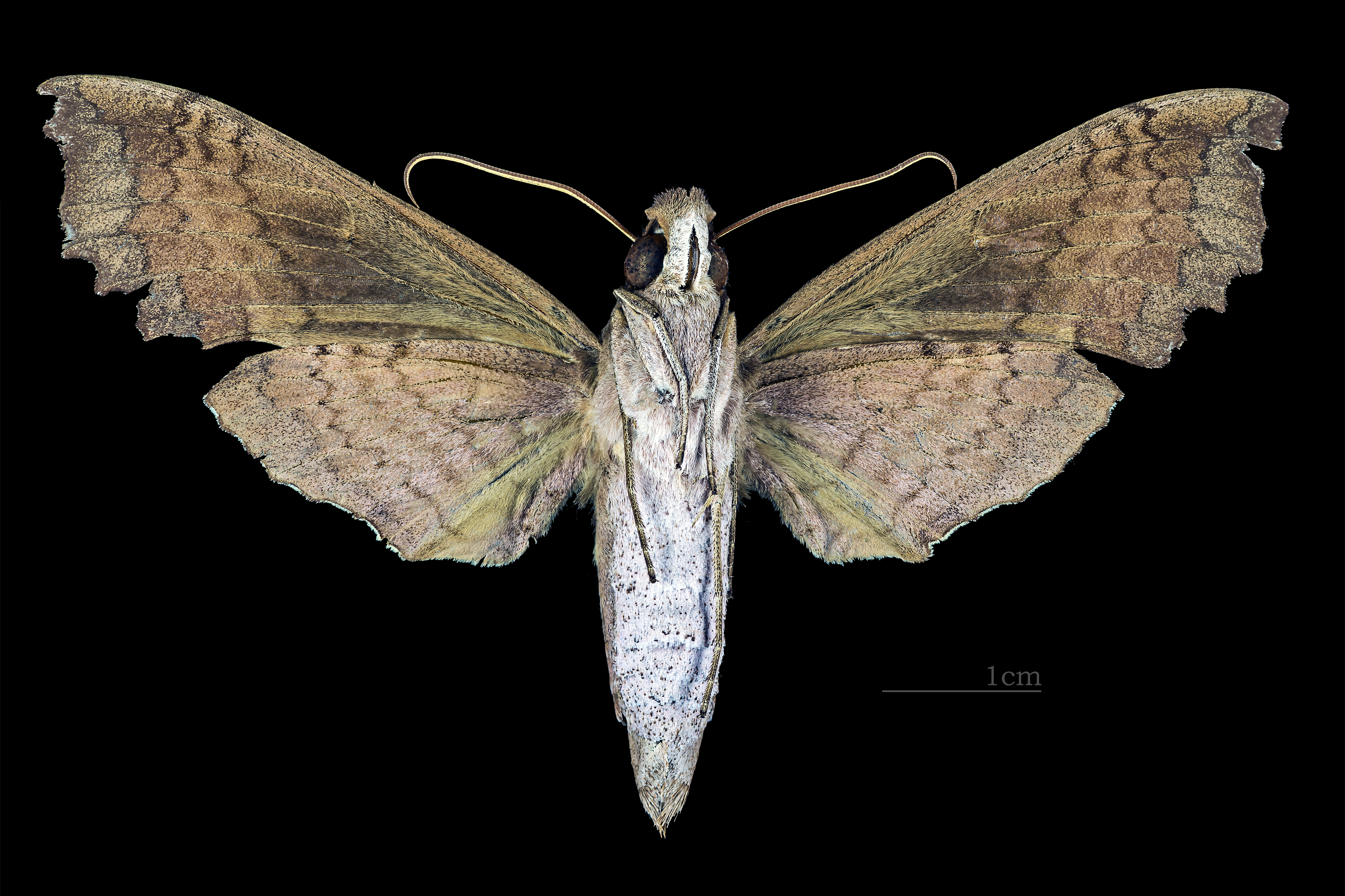
Aleuron carinata  ♀ △

### Larva
Il primo stadio di sviluppo del bruco è verde, con capo arancio, ed un lungo processo caudale nerastro, della stessa lunghezza del corpo. Lo stadio successivo (di larva matura) sta nascosto sui piccioli durante il giorno. L'ultimo stadio appare di un verde vivace, che tende al color vinaccia posteriormente, ma assume colorazioni dal verde al rosso bruno, in funzione della pianta su cui si mimetizza.

### Pupa
I bruchi si impupano in camere sotterranee. Le pupe appaiono nere o arancioni con macchie nere. La fase pupale dura, di norma, 23 giorni.

## Distribuzione e habitat
L'areale comprende il Messico meridionale, Costa Rica, Belize, Panama, Venezuela, Ecuador, Brasile e Bolivia.

## Biologia
Questa farfalla ha abitudini diurne. Durante l'accoppiamento, le femmine richiamano i maschi grazie ad un feromone rilasciato da una ghiandola addominale.

### Periodo di volo
Gli adulti volano da luglio a gennaio in Costa Rica. È stato riportato un volo a giugno a Panama.

### Alimentazione
I bruchi si alimentano su foglie di varie specie di Dilleniaceae tra cui:
- Curatella americana
- Doliocarpus dentatus

## Tassonomia

### Sottospecie
Non sono state descritte sottospecie.

### Sinonimi
Sono stati riportati cinque sinonimi:
- Aleuron carinatum Boisduval, 1875
- Aleuron orophilos Boisduval, 1875
- Enyo carinata Walker, 1856
- Gonenyo carinata Godman & Salvin, 1881
- Tylognathus philampeloides Felder, 1874